# أنا بطل

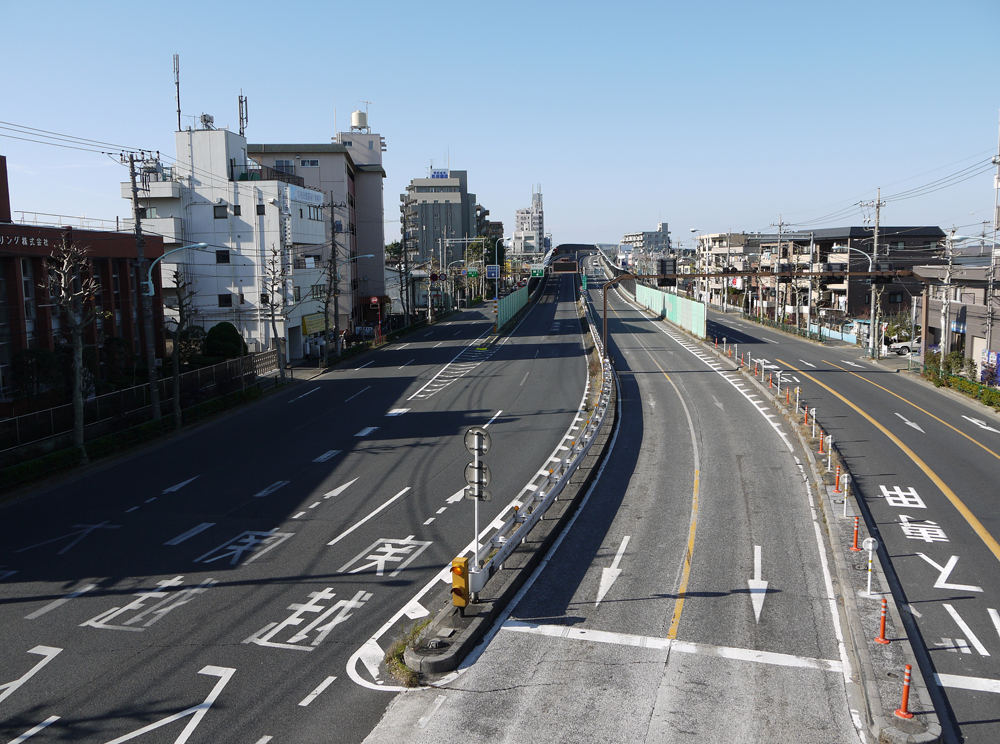
مرحلة بداية فيلم "أنا بطل" (I Am a Hero)، ميهاراداي، حي نيريما، طوكيو.

أنا بطل (بالإنجليزية: I Am a Hero) هي سلسلة مانغا يابانية نشرت في مجلة بيغ كوميك سبيرايتس من أبريل 2009 حتى فبراير 2017 وتم جمعها في 22 تانكوبون.